# Autographa tana
Autographa tana là một loài bướm đêm trong họ Noctuidae.